# Ampolla de Klein

Immersió d'una ampolla de Klein en un espai euclidià tridimensional

En topologia, una ampolla de Klein és una superfície (una varietat topològica bidimensional) no orientable d'una única cara, i té la característica d'Euler igual a 0. A diferència d'una cinta de Möbius, superfície que tampoc és orientable, una ampolla de Klein no té vores ni fronteres. No en té tampoc l'esfera, però sí que és orientable.
L'ampolla de Klein va ser descrita per primera vegada l'any 1882 pel matemàtic alemany Felix Klein. El seu cognom és l'origen del nom de l'objecte matemàtic.
Un espai euclidià de tres o menys dimensions no pot contenir l'ampolla de Klein, i per això és un objecte que no es pot construir en l'espai físic. Tot i això, se'n solen fer representacions tridimensionals mitjançant una immersió. D'aquesta manera, s'obté una superfície que s'interseca amb si mateixa, com la que es mostra a la imatge de la dreta. En realitat, l'ampolla de Klein no s'interseca amb si mateixa, sinó que és localment homeomorfa a {\displaystyle \mathbb {R} ^{2}}.

## Definició
El quadrat que es mostra en el diagrama següent és el polígon fonamental de l'ampolla de Klein.
Per obtenir-la a partir d'aquest quadrat, s'uneixen els costats del mateix color de manera que les fletxes encaixin (que apuntin cap al mateix sentit). Cal tenir en compte que es tracta d'una unió abstracta, en el sentit que és impossible dur-la a terme en tres dimensions sense que la superfície s'intersequi amb si mateixa.
Formalment, una ampolla de Klein és el conjunt quocient d'un quadrat [0,1] × [0,1] amb els costats identificats per les relacions d'equivalència (0, y) ~ (1, y) per 0 ≤ y ≤ 1 i (x, 0) ~ (1 − x, 1) per 0 ≤ x ≤ 1, amb la topologia quocient corresponent.

## Construcció
Partint del polígon fonamental, es pot visualitzar de la manera següent. Primer, ajuntant les fletxes vermelles del quadrat (als costats esquerre i dret), s'obté un cilindre. Per ajuntar els dos extrems del cilindre de manera que les fletxes de sobre les circumferències coincideixin, prèviament cal fer passar un extrem a través del costat del cilindre. Això crea l'autointersecció. Finalment, s'ajunten les dues circumferències fent coincidir les fletxes blaves. Això és una immersió de l'ampolla de Klein en tres dimensions.